# Anginon intermedium
Anginon intermedium är en flockblommig växtart som beskrevs av I.Allison och B.-e.van Wyk. Anginon intermedium ingår i släktet Anginon och familjen flockblommiga växter. Inga underarter finns listade i Catalogue of Life.